# Ulricehamns Stadshus AB
Ulricehamns Stadshus AB är ett svenskt förvaltningsbolag som agerar moderbolag för de verksamheter som Ulricehamns kommun har valt att driva i aktiebolagsform. Bolaget ägs helt av kommunen.

## Bolag
Källa: 
- Näringsliv Ulricehamn AB
- Stubo Aktiebolag
- Ulricehamns Energi Aktiebolag